# Diskettenlaufwerk

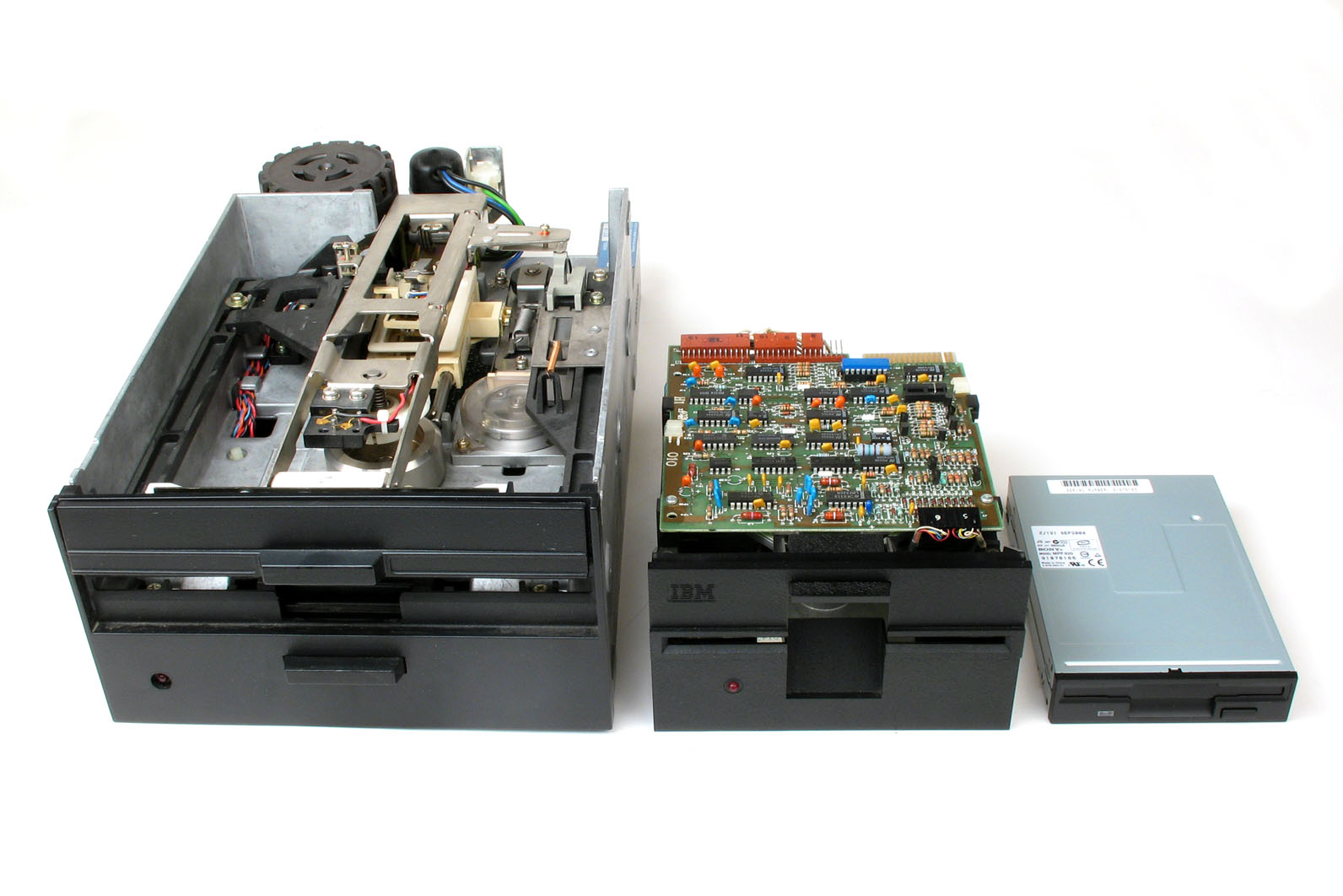
Diskettenlaufwerke: 8 Zoll, 5¼ Zoll, 3½ Zoll

Ein Diskettenlaufwerk (oder kurz FDD für engl. „floppy disk drive“) wurde zur Speicherung von Daten verwendet. Es gab interne, die in ein Rechnergehäuse integriert wurden; heutige Laufwerke sind extern und meist mittels USB an den Rechner angeschlossen. Den zugehörigen Datenträger bezeichnet man als Diskette (engl. auch „floppy disk“). Hierbei handelt es sich um einen magnetischen Datenspeicher in Form einer metallbeschichteten flexiblen Kunststoffscheibe, die in einer Schutzhülle steckt.

## Geschichte
Mit der Entwicklung der Heimrechner (englisch Homecomputer) wie C64 und Einzelplatzrechner bzw. Personal Computer, kurz PC, trat die Diskette ihren Siegeszug als Speichermedium an. Bei den heute anfallenden riesigen Datenmengen (insbesondere bei Bild- und Videodaten, und den immer größer werdenden Programmen) ist die vergleichsweise niedrige Speicherkapazität von max. 2,88 MB (2880 KiB, wie 1,44 MB eine binär-dezimale Mischform) allerdings ein Grund, dass Disketten zur Datenspeicherung etwa seit dem Jahr 2003 kaum noch verwendet werden. Daten wurden nach und nach auf CD-ROM, Bandlaufwerke, Zip-Drive, heute auf USB-Massenspeicher, externe Festplattenlaufwerke oder gleich dezentral in der Cloud gespeichert. Die heute noch benutzten Diskettenlaufwerke sind in der Regel keine Einbaugeräte mehr, sondern werden als externes Gerät per USB-Anschluss mit dem Computer verbunden.

## Funktion
Die wesentlichen mechanischen Elemente eines Diskettenlaufwerks sind immer gleichartig: Ein Mechanismus spannt und zentriert die Diskette an die Drehachse und dient auch zum Auswerfen der Diskette. Der Mechanismus hebt/senkt zugleich den oberen und unteren Schreibkopf bzw. bei einseitigen Laufwerken statt des unteren Lesekopfs den Andruckfilz. Der Mechanismus arbeitet meist rein manuell, nur bei einigen Geräten von Apple und Sun war er motorisiert. Weitere Bauteile sind ein geschwindigkeitsgeregelter Motor zum gleichmäßigen Drehen der Diskette (üblich sind Riemen- sowie Direktantrieb), und auf Metallschienen ein oder zwei in einer Richtung motorisch verschiebbarer kombinierter Schreib- und Lesekopf mit gegenüberliegendem Andruckfilz bzw. bei doppelseitigen Laufwerken ein Kopfpaar, sowie ein Schrittmotor zum Verschieben des Kopfes, wodurch die einzelnen Spuren angefahren werden. Dafür notwendig ist die Elektronik, die die Motoren betreibt und regelt, die Schreib- und Lesesignale auf die richtige Feldstärke bringt, und die Lesesignale verstärkt und digitalisiert. Die weitere Verarbeitung findet in einem Floppy-Disk-Controller statt, der sich oft außerhalb des eigentlichen Laufwerks befindet, z. B. auf der Hauptplatine eines PCs.
Während 8-Zoll-Laufwerke meistens nach dem Einschalten pausenlos laufen und bei Nichtgebrauch die Schreib-Lese-Köpfe zur Schonung von der Diskette abheben, schalten die kleineren Varianten den Motor nur bei Bedarf an; die Köpfe können daher immer auf der Diskettenoberfläche verbleiben, ohne dass die Köpfe und die Diskettenoberfläche übermäßig verschleißen.
Um beim Lesen den Beginn einer Datenspur, die Synchronisation, leichter erkennen zu können, sind die Disketten mit einem Indexloch versehen, das normalerweise nahe dem Innenrand liegt. Im Laufwerk ist eine Lichtschranke eingebaut, die ein Signal abgibt, wenn dieses Loch bei der Rotation an der Lichtschranke vorbeikommt. Die meisten Disketten haben nur ein solches Indexloch; die Einteilung einer einzelnen Datenspur in eine Anzahl von Sektoren muss durch Software in der Firmware des Kontrollers oder durch die Rechner-CPU erfolgen, man spricht daher in diesem Fall von „sanft-sektorierten“ Disketten. Das Gegenteil sind „hart-sektorierte“ Disketten, die für jeden Datensektor ein eigenes Indexloch aufweisen, also einen ganzen Kranz davon. Die frühen Apple-Rechner verwendeten dieses ansonsten eher ungebräuchliche Verfahren. Das etwas exotischere Format der Amiga-Rechner ignorierte das Indexloch komplett und führte die Spuranfangserkennung ausschließlich in Software durch.
Eine weitere Synchronisation betrifft die Position des Schreibkopfes, damit er korrekt die erste und alle weiteren Spuren trifft. Bei den Laufwerken zu den 8-Bit-Rechnern von Commodore wurde der Schreibkopf dazu bei der Initialisierung oder nach erkannten Lesefehlern fünfmal absichtlich gegen den inneren Anschlag gefahren, was ein charakteristisches Rattergeräusch produzierte.
Die Kommunikation zwischen Laufwerk und Rechner kann auf unterschiedlichen Ebenen realisiert werden. Besonders in der Frühzeit der Mikrorechner gab es viele Varianten: Während bei den Geräten der Firma Apple die Kommunikation auf der untersten Bitstrom-Ebene stattfand, geschah sie bei den frühen Atari-Heimrechnern auf der höheren Datenblock-Ebene und bei den 8-Bit-Rechnern von Commodore auf der noch höheren Datei-Ebene. Bei heutigen Geräten hat sich ein Standard herausgebildet: Interne Diskettenlaufwerke für PCs (mit klassischem Flachbandkabel-Anschluss) kommunizieren auf Bitstrom-Ebene, alle anderen Geräte, z. B. USB-Diskettenlaufwerke, auf Datenblockebene.

Bauelemente eines 3½-Zoll-Diskettenlaufwerkes
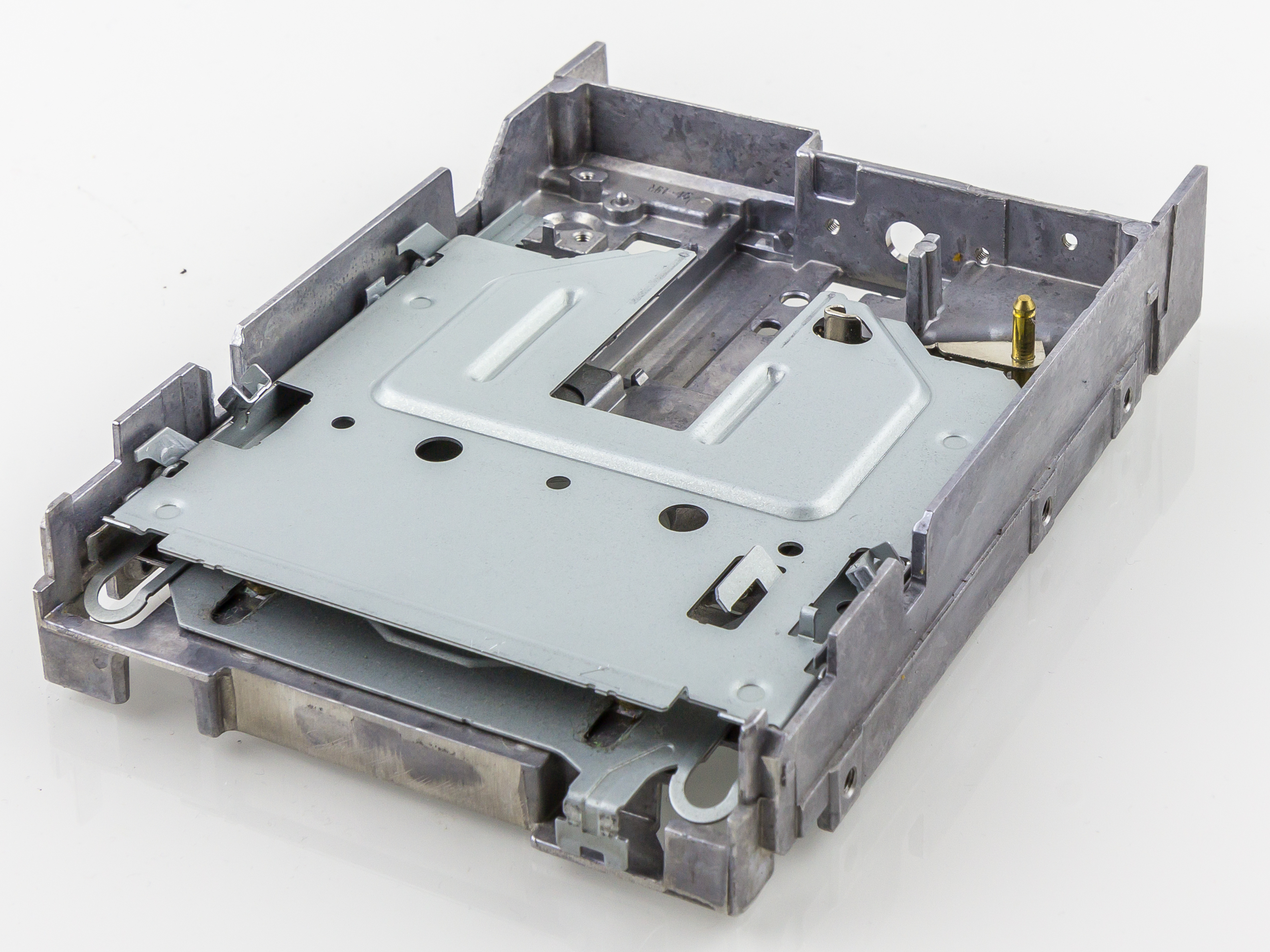
Chassis mit Einspannmechanismus
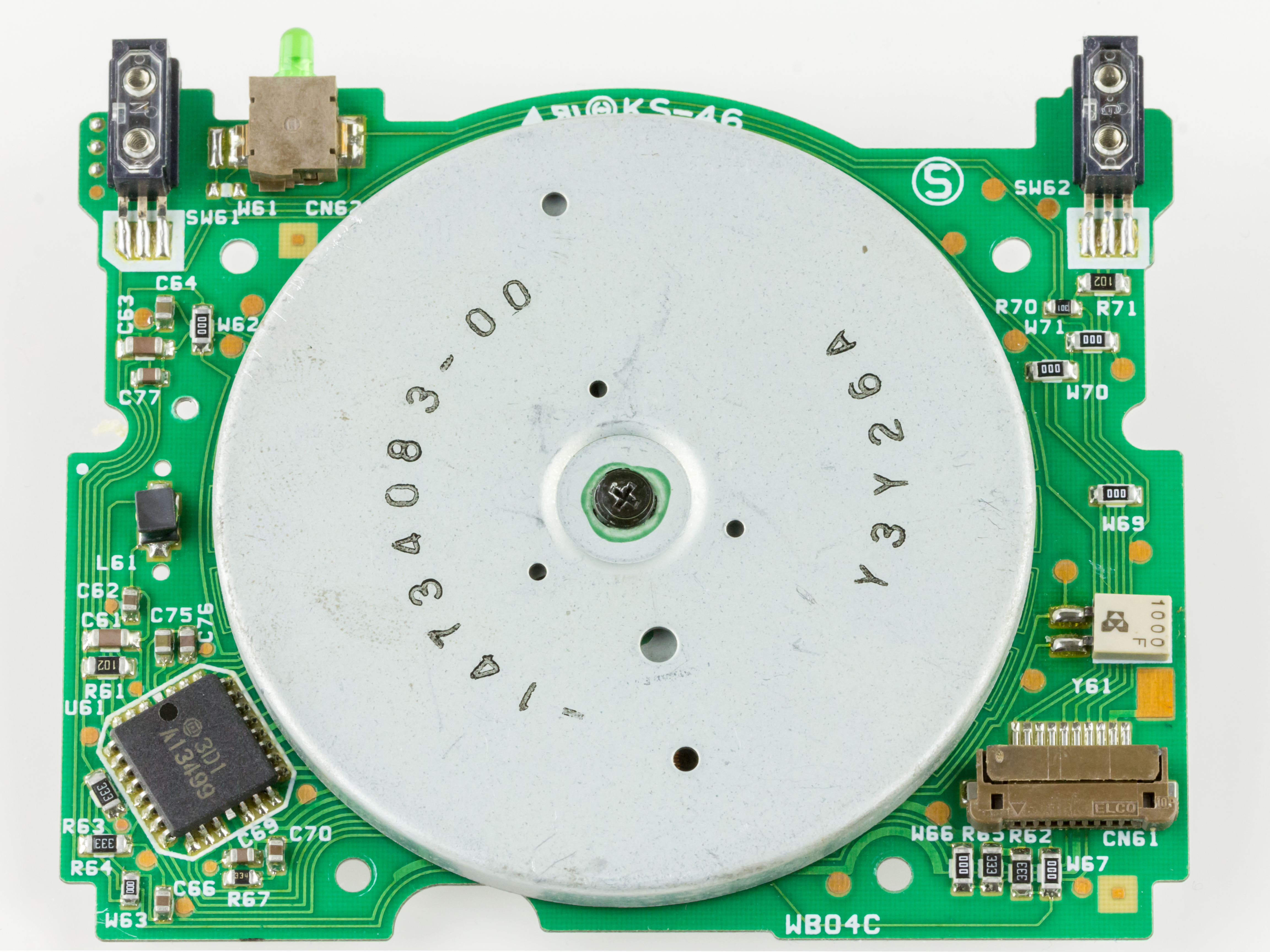
Disketten-Antriebsmotor
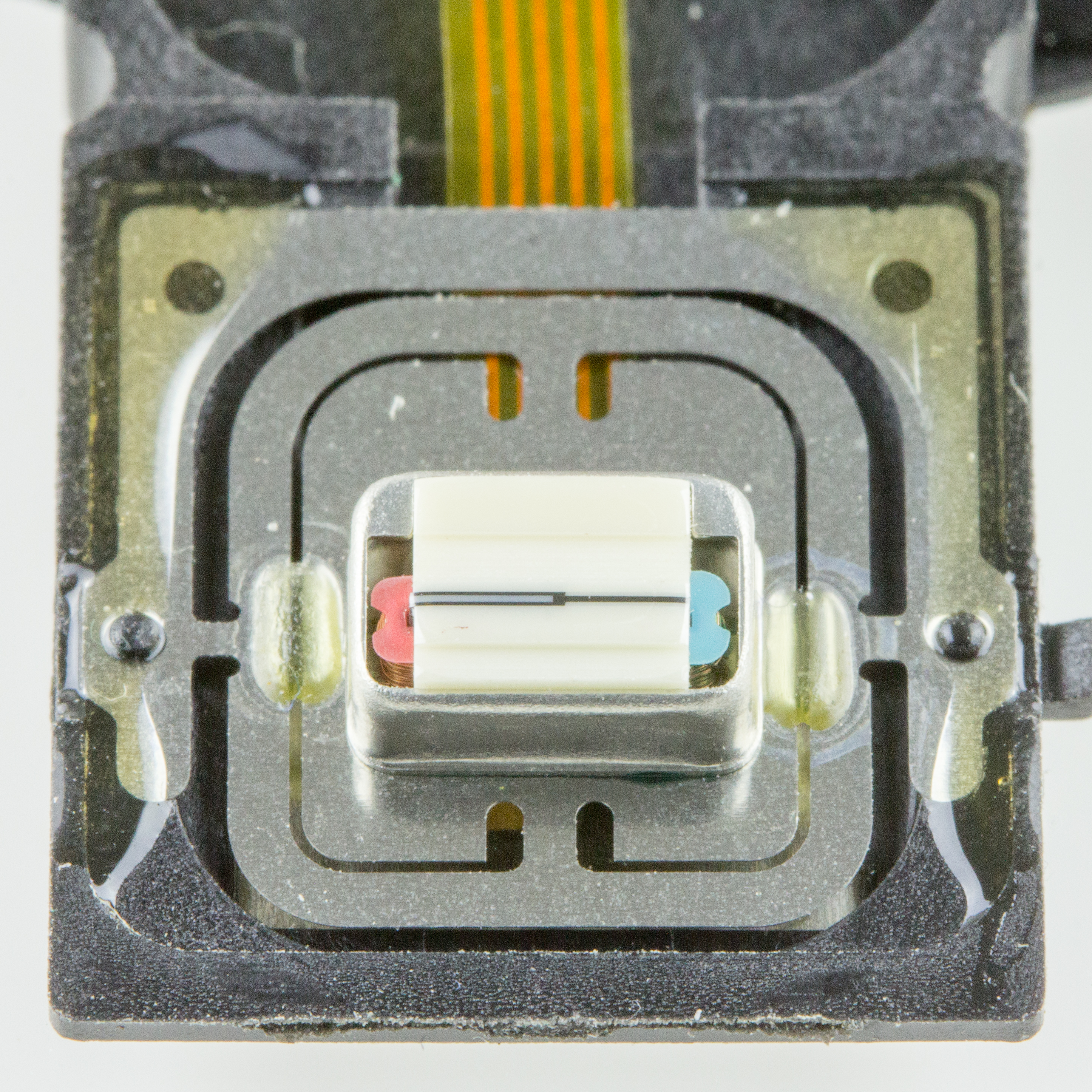
Schreib-/Lesekopf
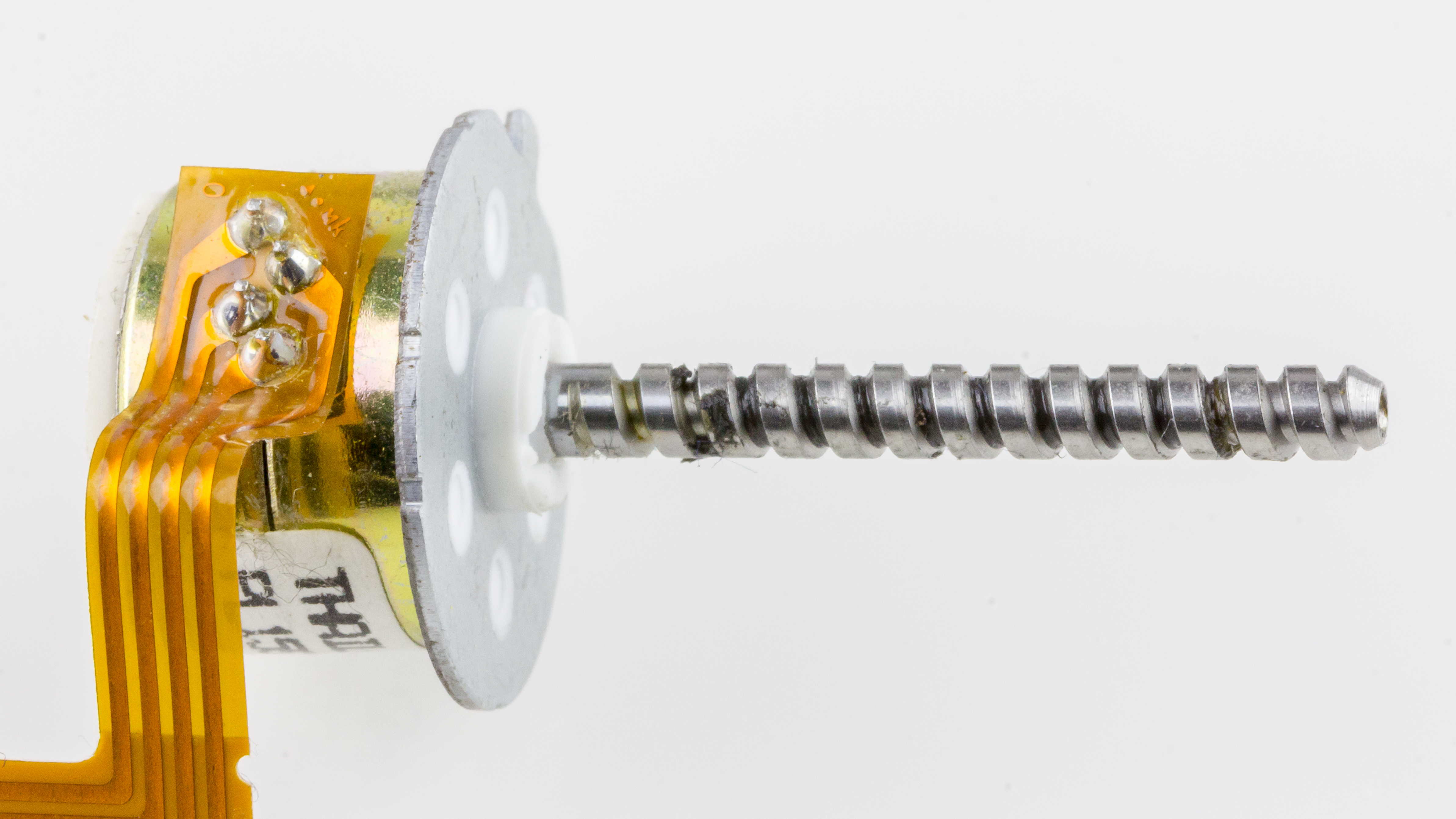
Schrittmotor mit Gewindespindel für den Magnetkopf
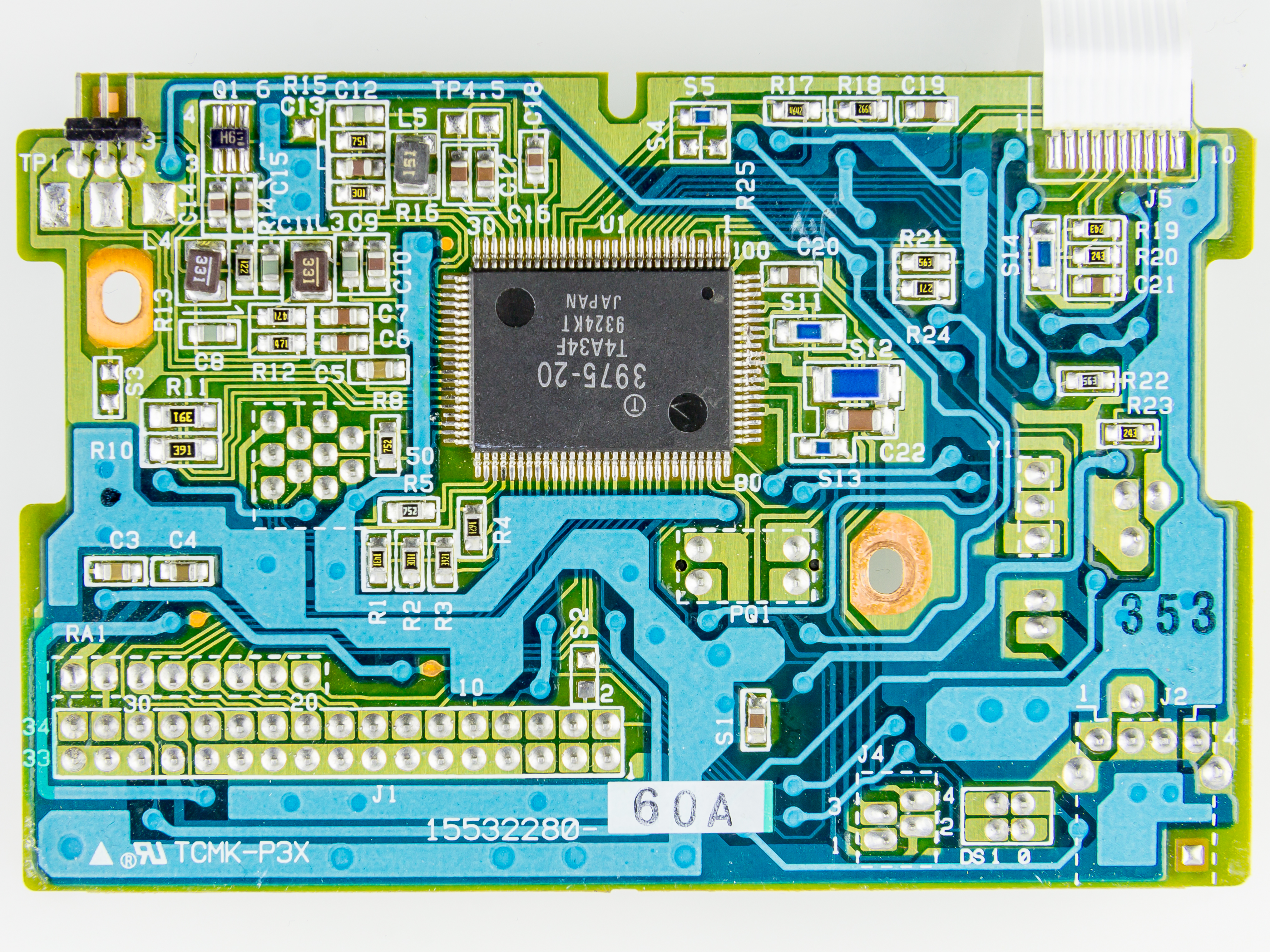
Controllerplatine

## Auswirkungen auf Betriebssysteme
Bei den ersten 5¼-Zoll-Diskettenlaufwerken des IBM PC mit einer vollen Bauhöhe gab es keine Vorkehrung, dem Nutzer zu signalisieren, dass die Diskette aus dem Laufwerk genommen werden kann. Da der Lesezugriff auf Disketten ohne Cache (Pufferspeicher) sehr langsam ist und ein Cache aus Geschwindigkeitsgründen daher nötig war, entschied man sich bei Microsoft bei MS-DOS 2.0 dafür, die minimale Zeit zu messen, die ein Nutzer benötigt, um eine Diskette zu wechseln. Auf diese Weise konnte eine nutzbare Dauer bestimmt werden, in der ein Lesecache gültig sein darf. Mark Zbikowski, der damals das MS-DOS-2.0-Projekt leitete, führte daher Tests mit einer Stoppuhr durch: Aaron Reynolds und Chris Peters versuchten unter Zeitdruck die Disketten so schnell wie möglich zu wechseln. Da keiner den Diskettenwechsel in unter zwei Sekunden schaffte, legte man die Dauer, in der ein Lesecache gültig ist, für MS-DOS auf zwei Sekunden fest.

## Bauformen
Die Bauformen entsprechen denen der Disketten: 200 mm (8″) das ursprüngliche Diskettenformat von IBM als Ersatz für die vorher notwendigen Stapel von Lochkarten, 130 mm (5¼″ bzw. 5,25″), 90 mm (3½″ bzw. 3,5″) und 75 mm (3″) auf Schneider CPC, das sich nicht durchgesetzt hat. Auch 2″ wie bei Zenith minisPORT fand kaum Verbreitung. Größere Verbreitung des Formates 2″ erfolgte als Video Floppy eingeführt mit der Sony Mavica.

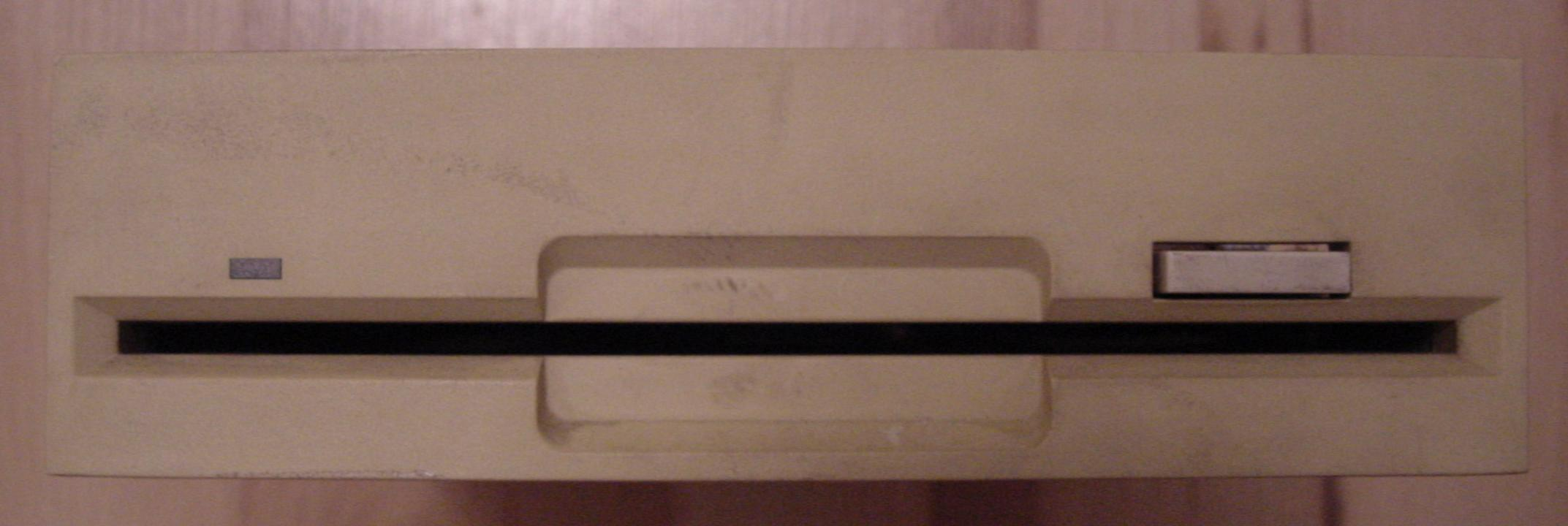
5¼ Zoll, 1,2 MB
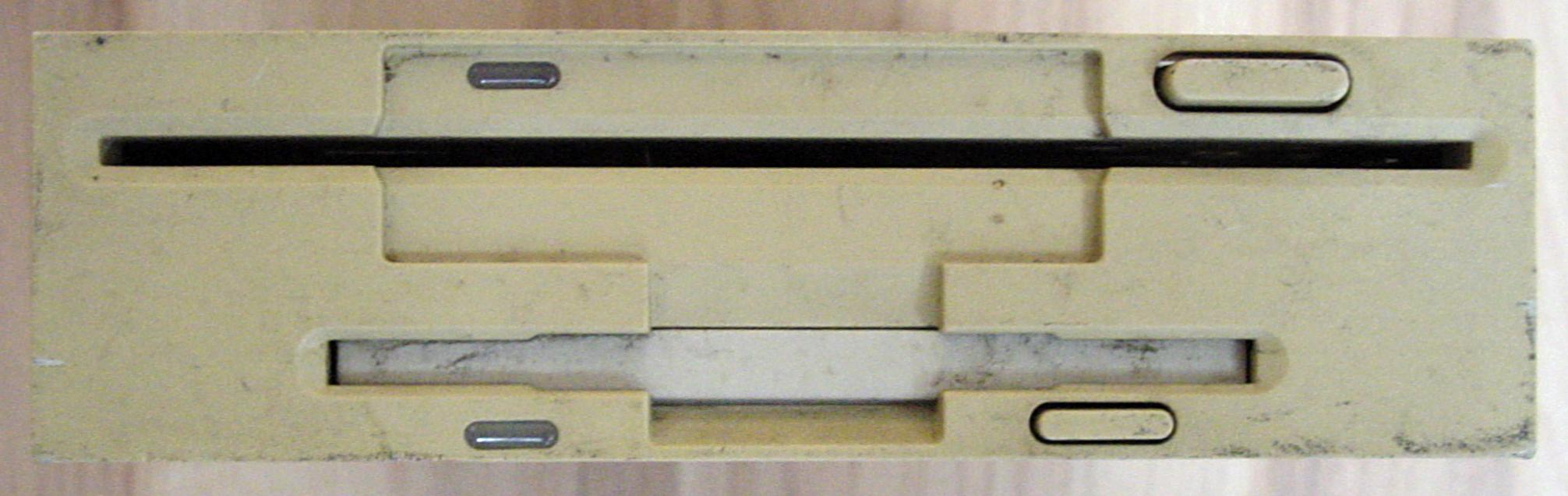
5¼ Zoll, 1,2 MB und 3½ Zoll, 2,88 MB
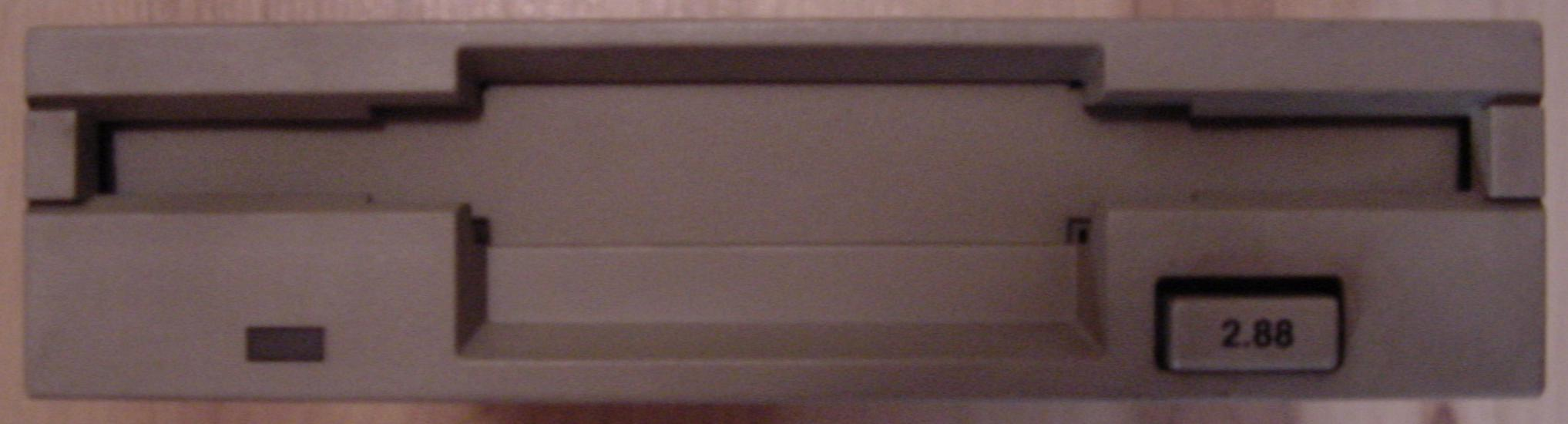
3½ Zoll, 2,88 MB

- 8″-Diskettenlaufwerk (Einbauversion)
- 5¼″-Diskettenlaufwerk (Einbauversion)
- 3½″-Diskettenlaufwerk (Einbauversion)
- 3½″-Diskettenlaufwerk mit USB-Anschluss (für externen Betrieb)

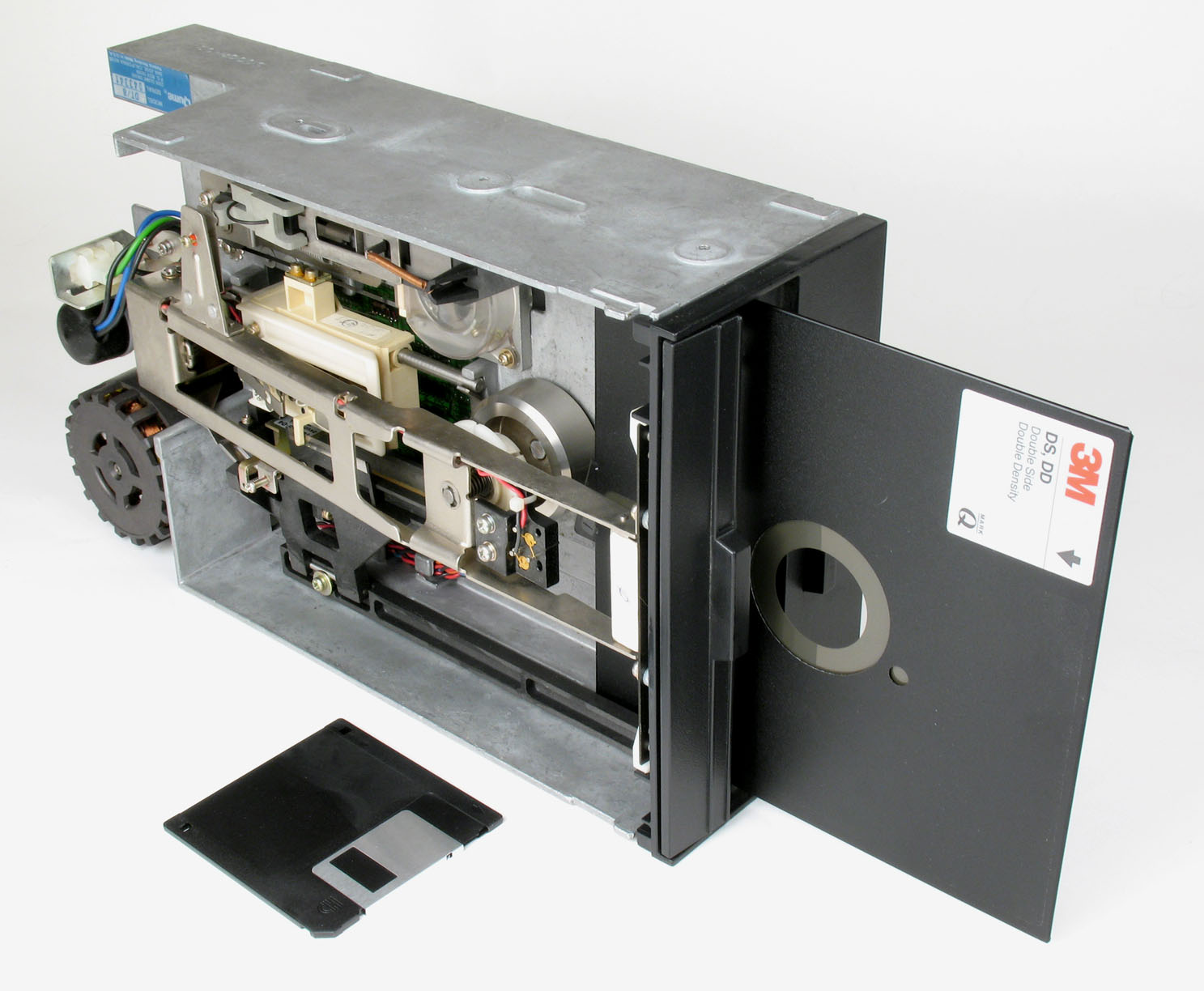
8″-Diskettenlaufwerk (Einbauversion)
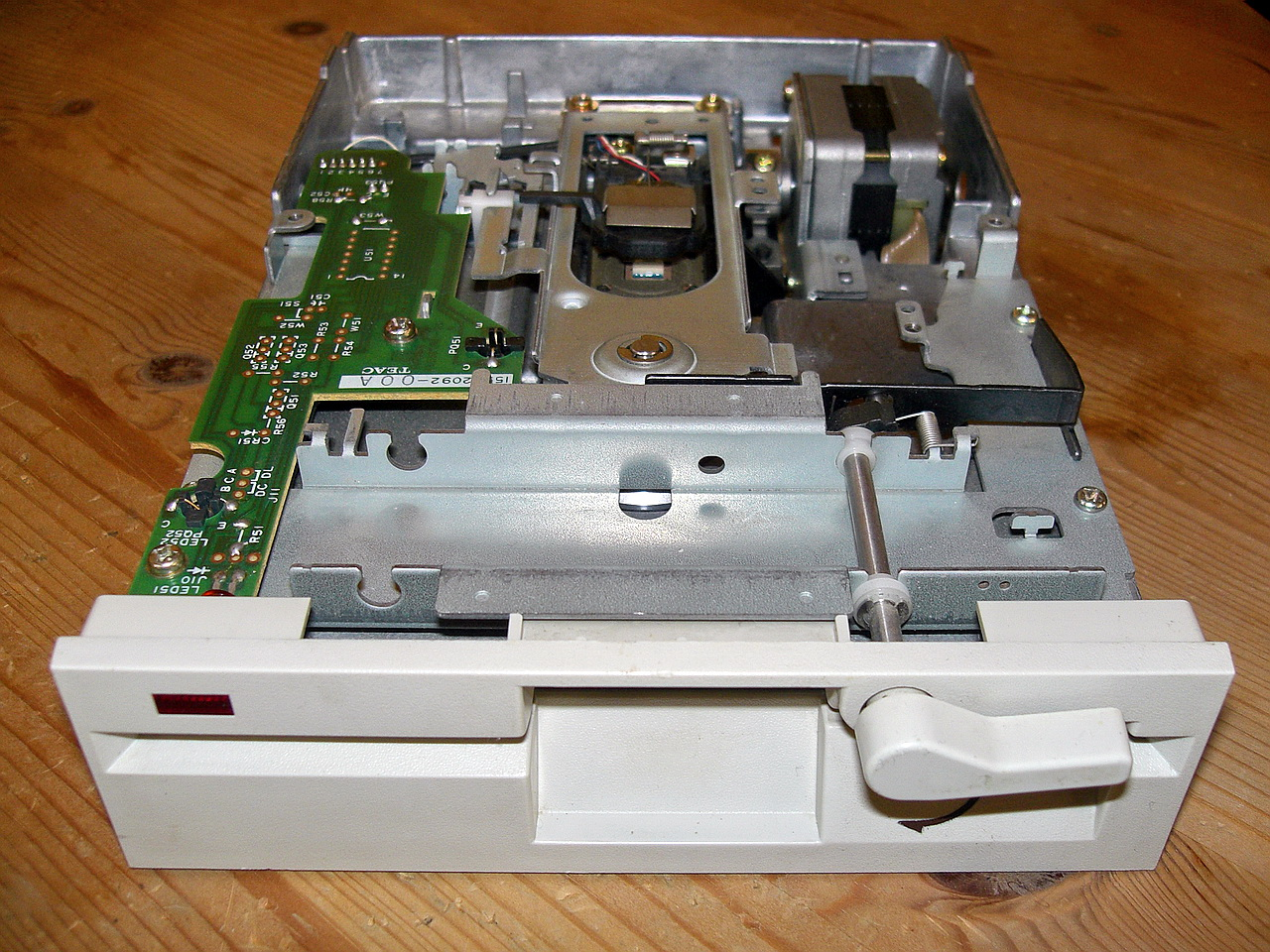
5¼″-Diskettenlaufwerk (Einbauversion)
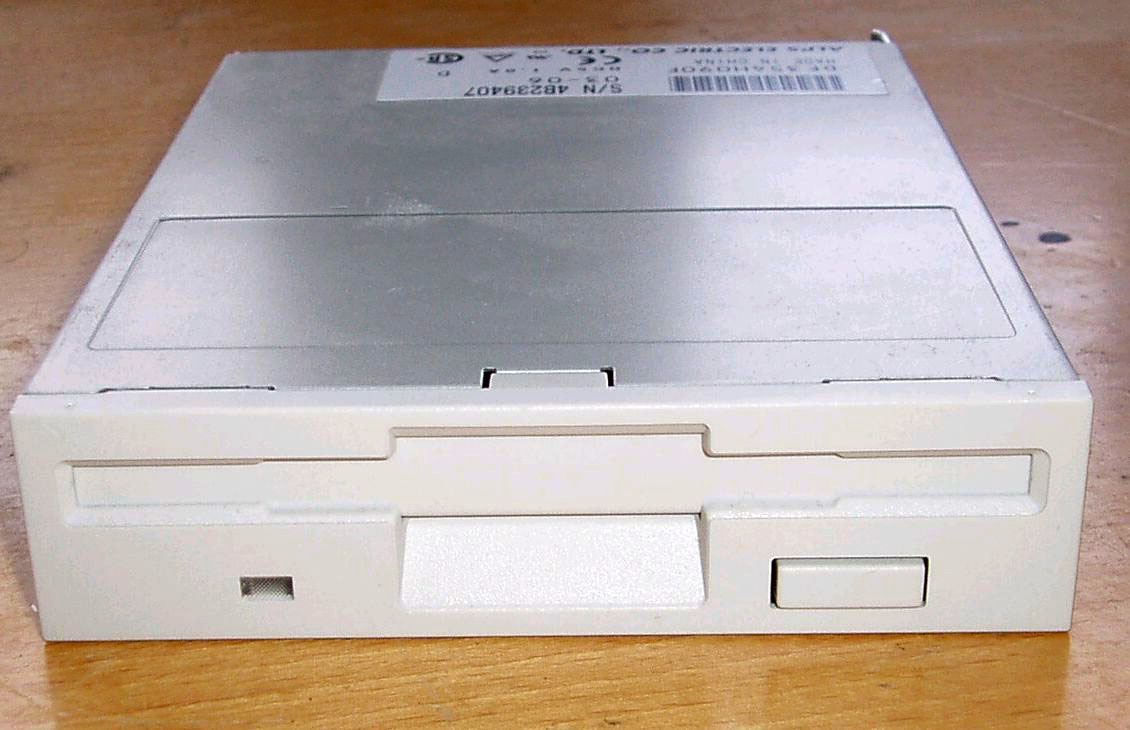
3½″-Diskettenlaufwerk mit integrierten Kartenleser und USB-Anschluss von TEAC (Einbauversion)
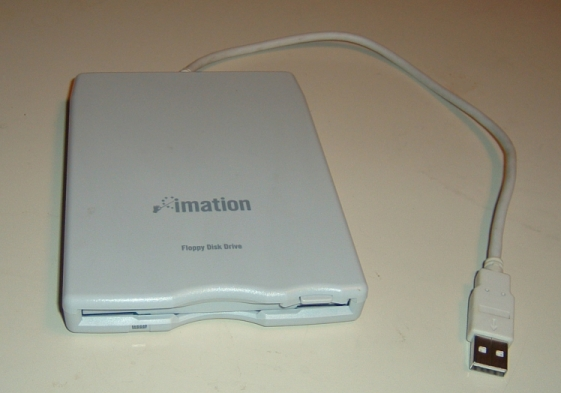
3½″-Diskettenlaufwerk mit USB-Anschluss (für externen Betrieb)
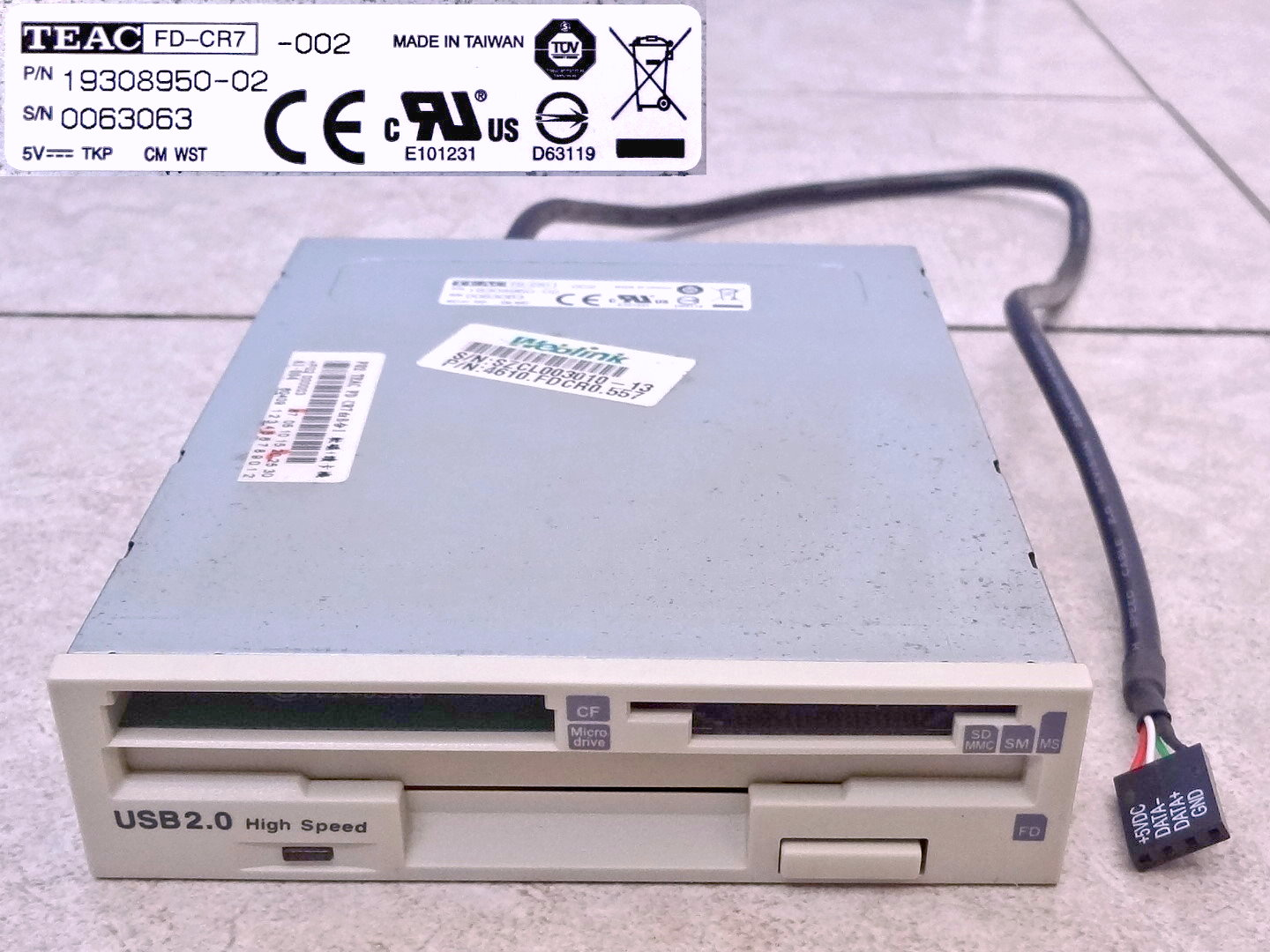
3½″-Diskettenlaufwerk mit integrierten Kartenleser und USB-Anschluss von TEAC (Einbauversion)
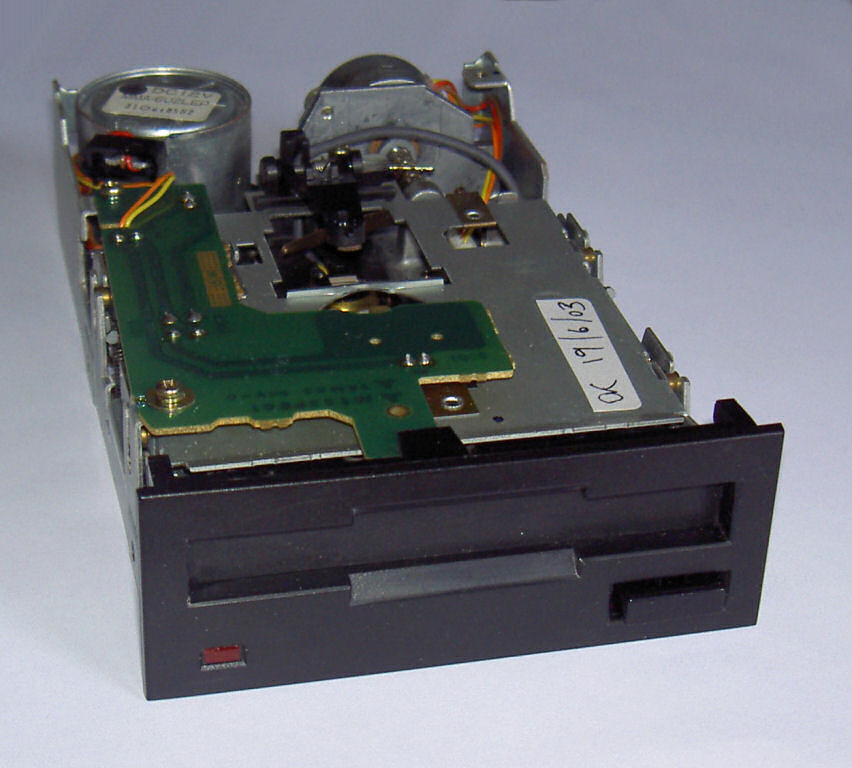
3″-Diskettenlaufwerk (Einbauversion)

- 3″-Diskettenlaufwerk (Einbauversion)
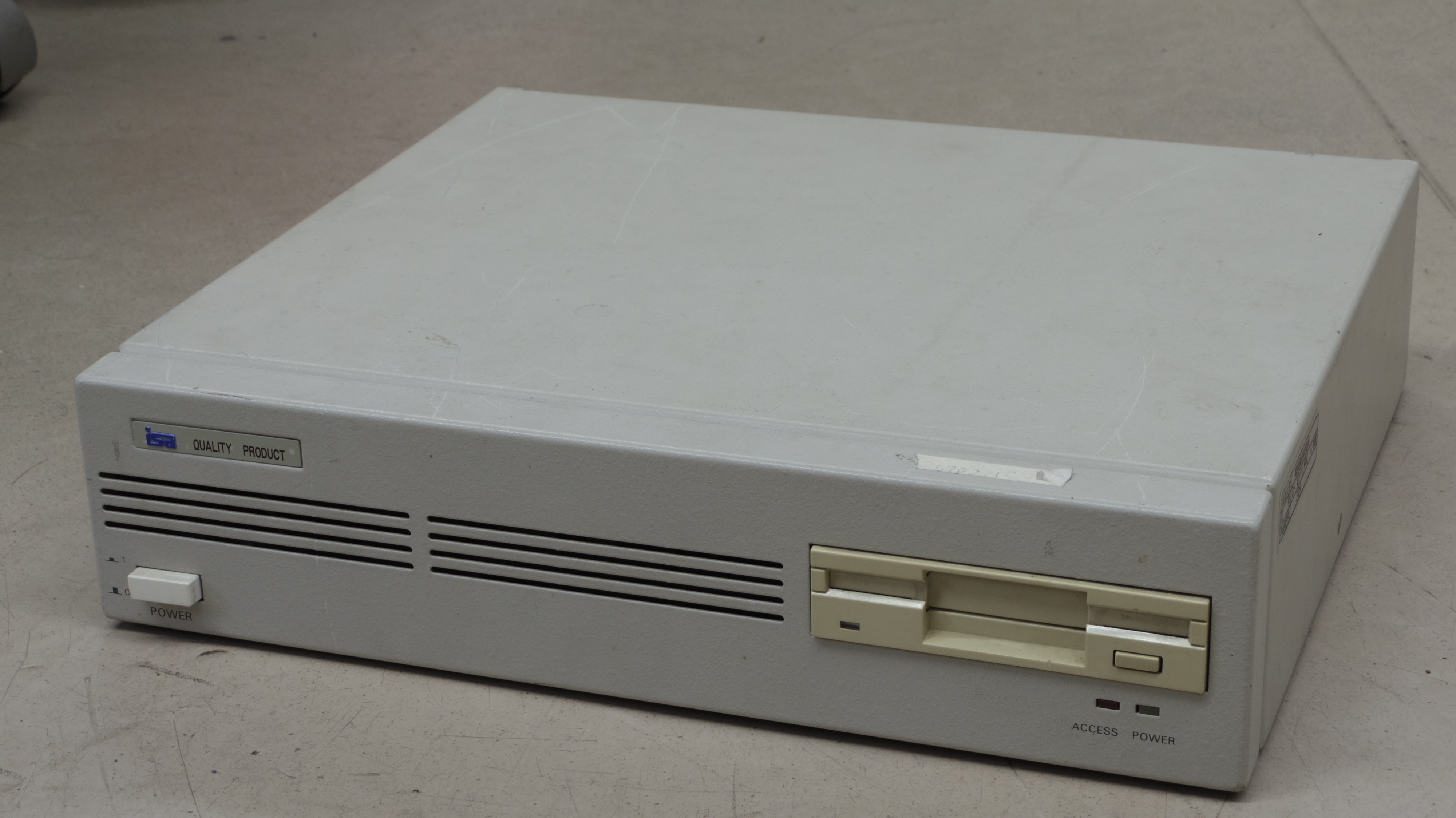
Externes 3½″-Laufwerk für den IEC-625-Bus

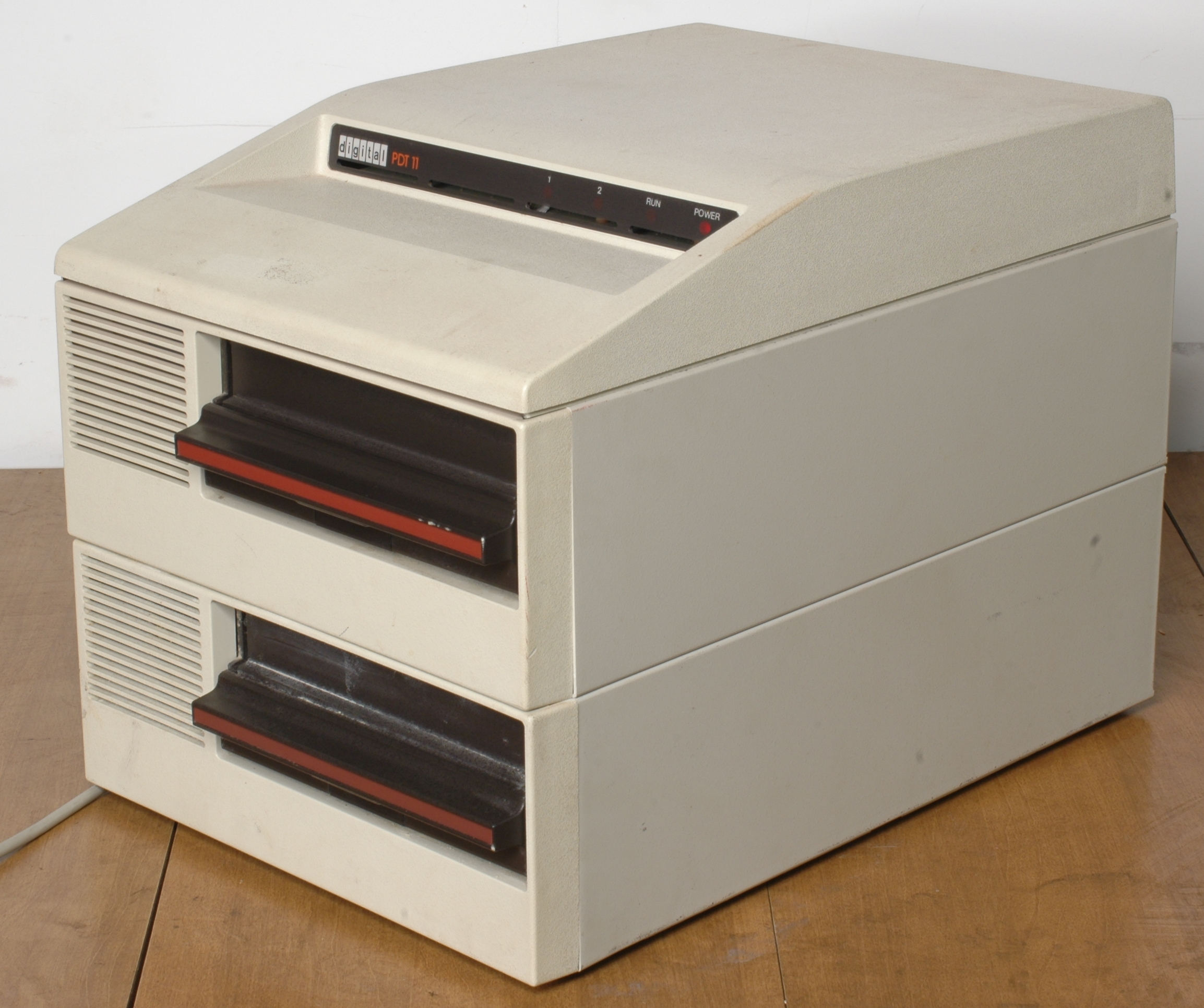
Externes Doppel-8″-Laufwerk für eine PDP-11
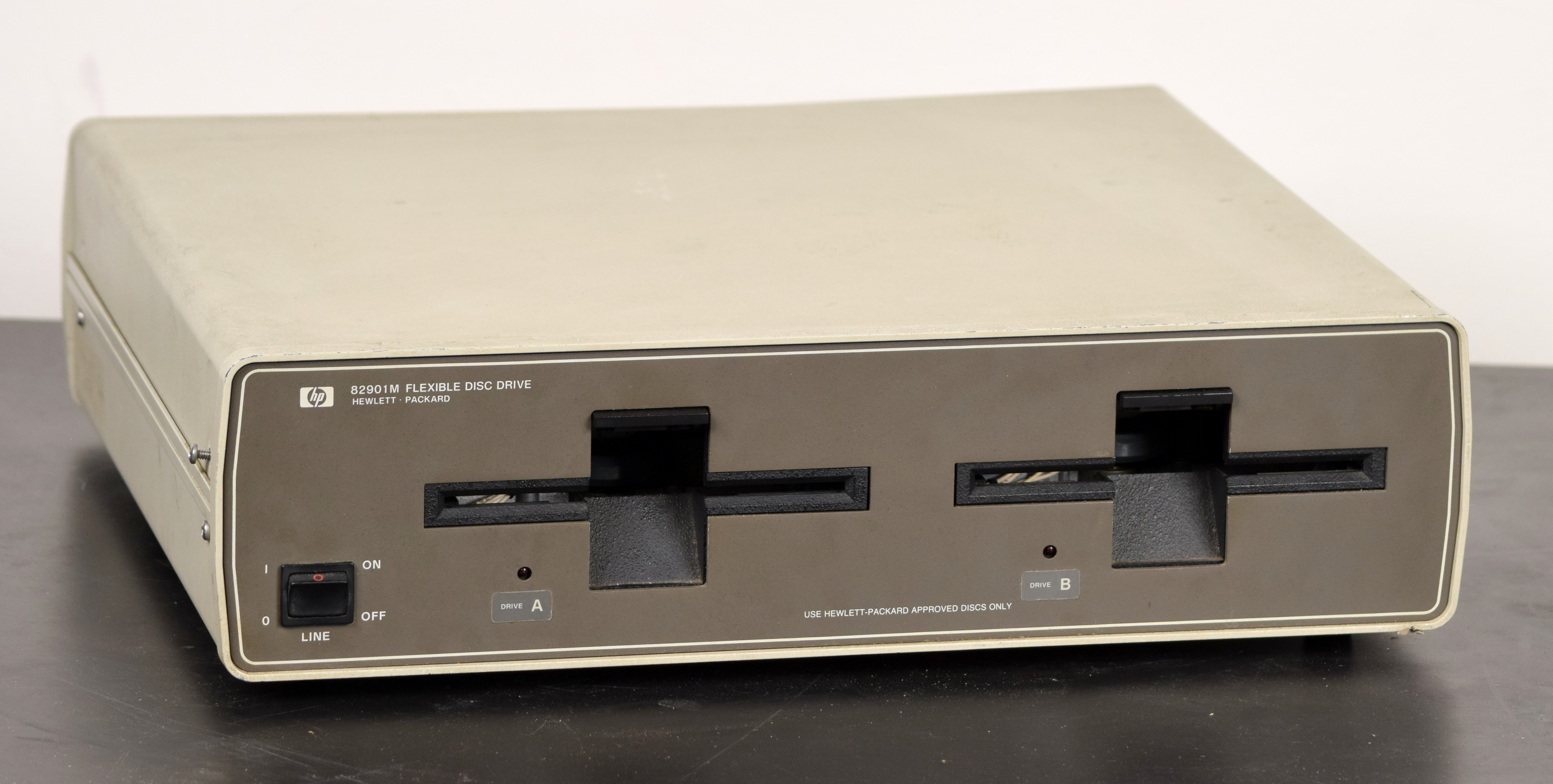
Externes Doppel-5¼″-Laufwerk von HP mit HP-IB-Schnittstelle
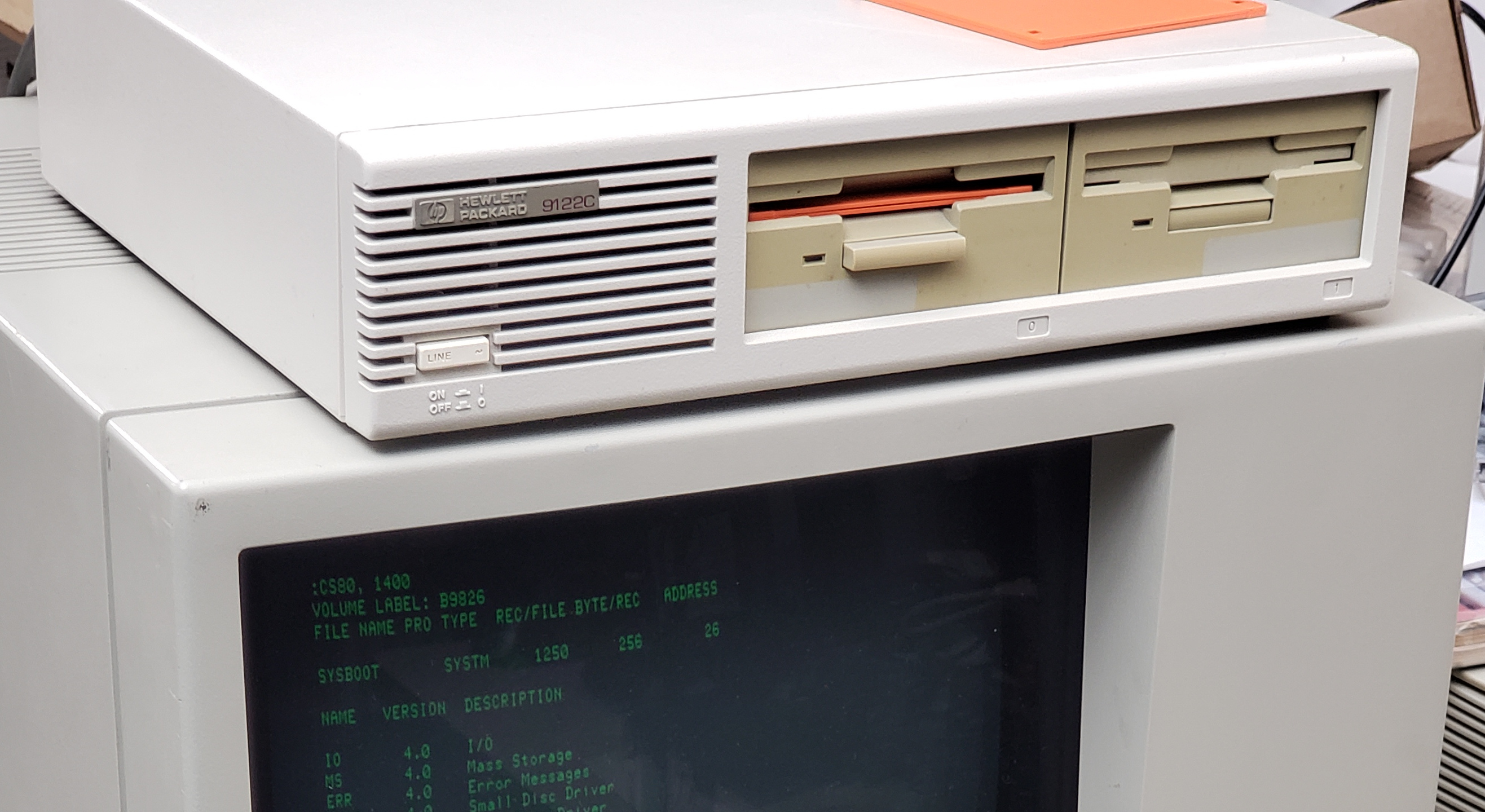
Externes Doppel-3½″-Laufwerk von HP mit HP-IB-Schnittstelle
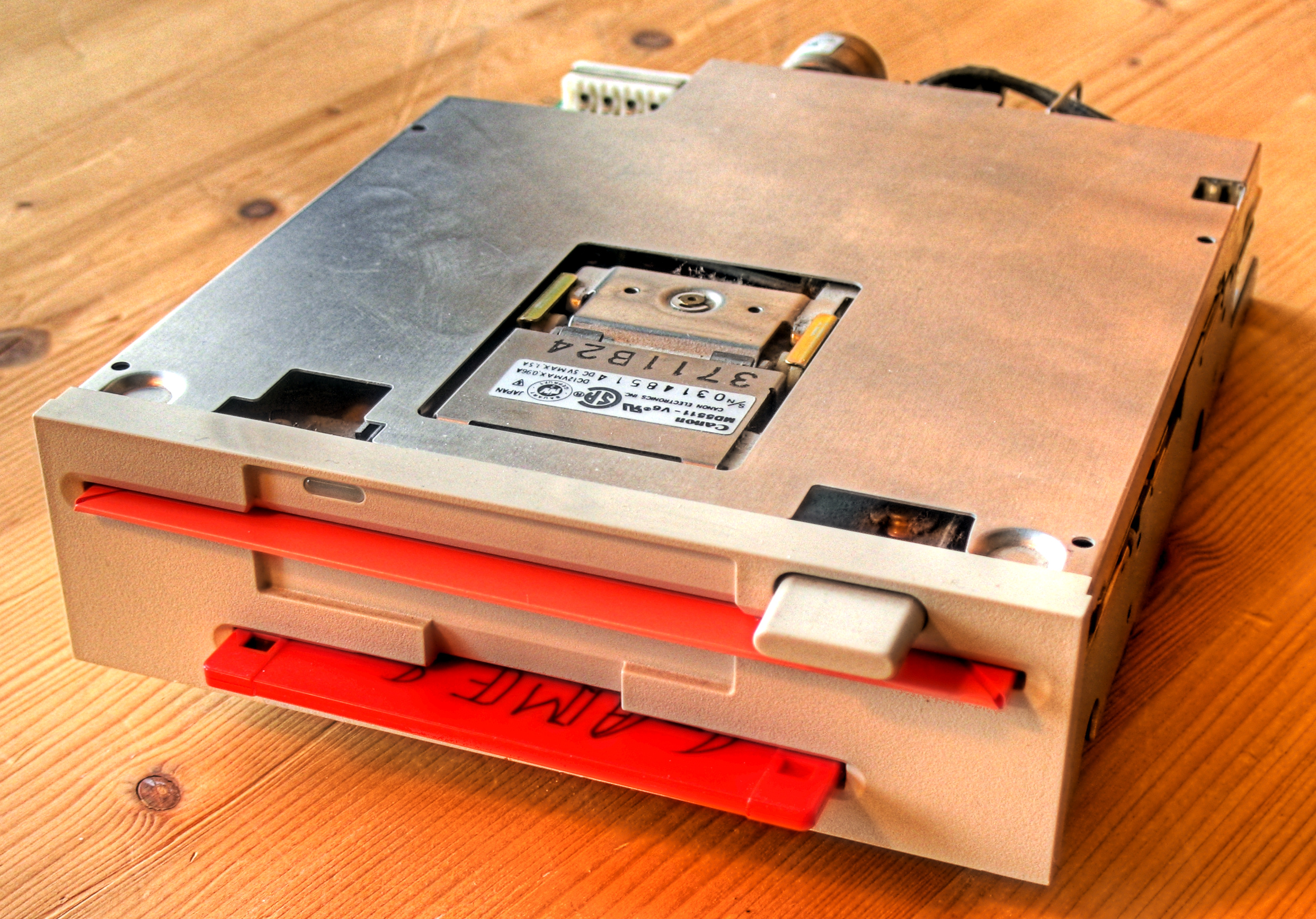
Doppellaufwerk für 5¼″- und 3½″-Disketten (Einbauversion)

## Anbindung (Bus)

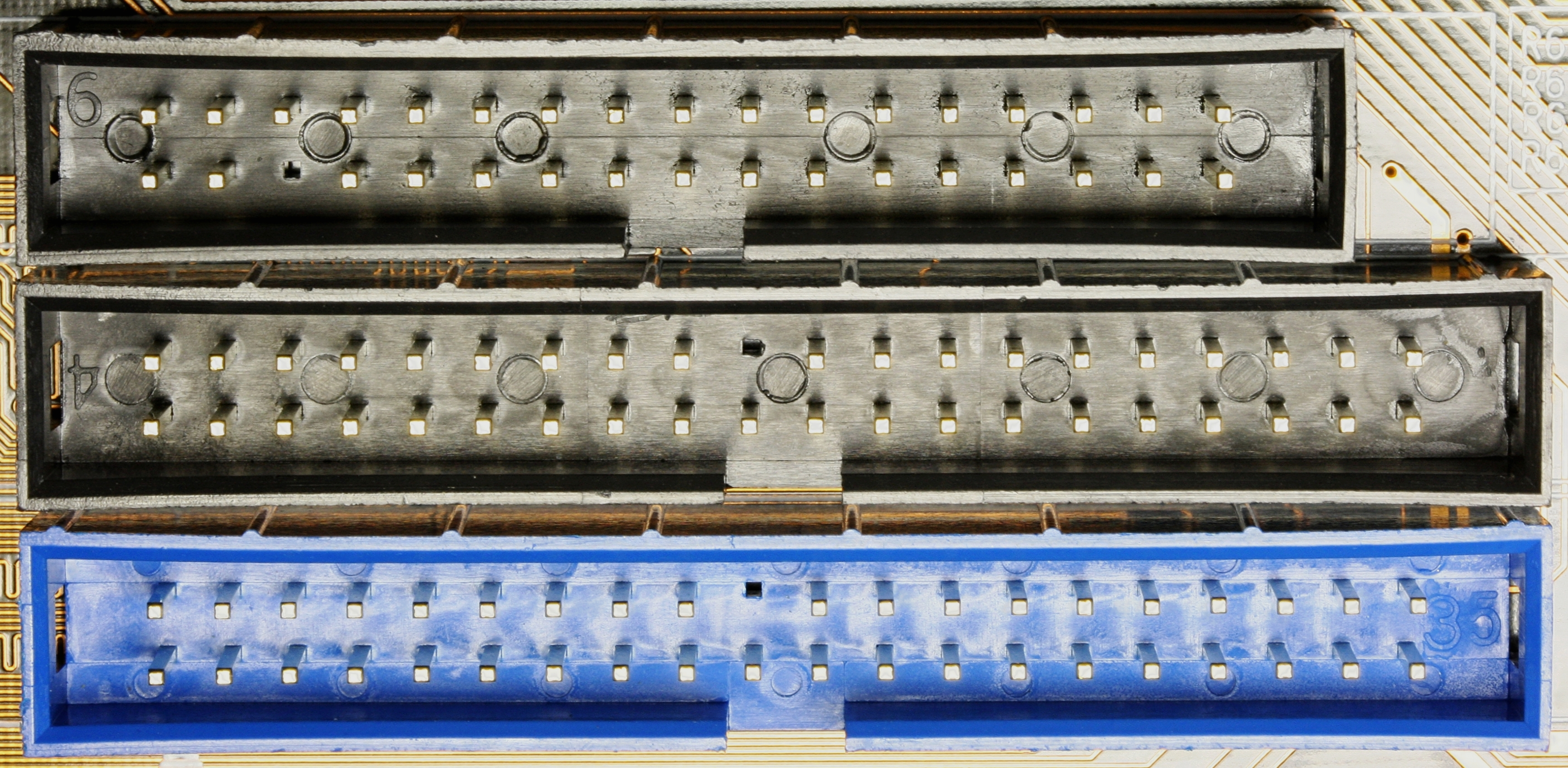
34-Pin-Floppy-Stiftleiste (oben), darunter ATA/ATAPI mit 40 Pins

- Der Shugart-Bus war zeitweise ein De-facto-Standard für Diskettenlaufwerke, benannt nach dessen Entwickler Shugart Associates. Der Anschluss erfolgt bei 8″-Laufwerken mittels 50-poliger Schnittstelle. Auch bei 5¼″-, 3½″- und 3″-Laufwerken hatte sich ein Shugart-Stecker mit 34-poliger Schnittstelle durchgesetzt, wobei sich die Pinbelegung ähnelte.
- Interne (IBM-)PC-Laufwerke, 5¼″ oder 3½″, werden mit dem Controller über ein 34-poliges Flachbandkabel (Daten, Steuerung) verbunden. Zusätzlich besitzen sie einen 4-poligen Stromanschluss zum Netzteil. Stecker und Buchse der Datenverbindung ähneln in Art und Größe dem 44-poligen ATA-Anschluss von Notebook-Festplatten, sind aber schon allein durch die unterschiedliche Pinanzahl nicht damit kompatibel.
- Extra-flache 3½″-Laufwerke, die ursprünglich für den Einbau in einen Laptop entwickelt wurden und in den 2010er Jahren weit verbreiteten per USB-angebundenen externen Geräten vorzufinden sind, sind mit einem 26-poligen Flachbandkabel (an den USB-Adapterchip) angebunden, das auch die Stromversorgung enthält.

## Pflege
Der Schreibkopf muss von Zeit zu Zeit vorsichtig gereinigt werden, da sich Eisenoxidreste und Bindematerialreste darauf ablagern. Früher waren Reinigungsdisketten erhältlich, schonender ist es jedoch, das Laufwerk zu öffnen und den bzw. die Köpfe sanft mit einem in Isopropanol getränkten fusselfreien Tuch abzuwischen, bis die bräunlichen Oxidreste entfernt sind. Ein Schmieren der Mechanik ist nicht empfehlenswert, außer wenn diese offensichtlich verklemmt ist. Bei Bedarf kann bei vielen Laufwerken auch die Drehgeschwindigkeit der Diskette und die Spurlage des Schrittmotors nachjustiert werden, dies ist jedoch nur bei entsprechenden Kenntnissen empfehlenswert, da man sonst das Laufwerk leicht unbrauchbar machen kann.